# Ernst Müller (Maler, 1902)
Ernst Müller-Göls (* 7. Oktober 1902 in Zürich; † 8. Mai 2001 ebenda) war ein Schweizer Maler, Zeichner und Lithograf, der vor allem für seine Landschafts-, Porträt- und Stilllebenwerke bekannt ist.

## Werdegang
Geboren in Zürich und stammend aus Boltigen im Kanton Bern, wuchs er in Bern auf, doch schon bald zog er mit seiner Familie ins Berner Seeland. Von 1917 bis 1921 studierte er an der Kunstgewerbeschule Zürich und setzte anschliessend im Wintersemester 1921/1922 sein Studium der Malerei an der Akademie München fort. Bis 1924 absolvierte er Weiterbildungen an der Akademie Dresden. Während dieser Zeit unternahm er ausgedehnte Studienreisen durch Deutschland. Aufenthalte in München, Florenz, Mailand und Paris prägten massgeblich seinen künstlerischen Ausdruck.
1955 erhielt er ein Eidgenössisches Kunststipendium.
Müller war Mitglied der Gesellschaft Schweizer Maler, Bildhauer und Architekten sowie Mitglied der Künstlervereinigung Zürich.
Bis zu seinem Tod lebte er in Erlach BE.